# Lâm Vũ
Lâm Vũ hay Lâm Võ (chữ Hán giản thể: 临武县, Hán Việt: Lâm Vũ huyện, pinyin: Línwǔ Xiàn) là một huyện của địa cấp thị Sâm Châu, tỉnh Hồ Nam, Cộng hòa Nhân dân Trung Hoa. Huyện này nằm ranh giới phía nam của Hồ Nam. Huyện Lâm Vũ có dân số năm 2004 là 313.605 người, trong đó dân thành thị là 82.800 người. Huyện này có diện tích 1375 km2.
Huyện Gia Hòa giáp các huyện: bắc giáp Gia Hòa và Quế Dương, tây giáp Lục Sơn, nam giáp Liên Châu, đông giáp Nghi Chương.